# Катрін Ґерінґ-Екардт
Катрін Даґмар Екардт, у шлюбі Ґерінґ-Екардт (нім. Katrin Dagmar Göring-Eckardt; нар. 3 травня 1966, Фрідріхрода, НДР) — німецька політична, державна діячка та громадська активістка, захисниця довкілля. Віцепрезидент Бундестаґу (з 18 жовтня 2005 року по 8 жовтня 2013, та з 9 грудня 2021 року), очільниця фракції партії «Союз 90/Зелені» у Бундестазі (з 27 жовтня 2002 року по 18 жовтня 2005, з 18 жовтня 2005 року по 8 жовтня 2013 року, з 22 жовтня 2013 року по 7 грудня 2021 року).

## Життєпис
Катрін Даґмар Екардт народилася 3 травня 1966 року у місті Фрідріхрода, земля Тюрингія, у сім'ї вчителів танців. У 1984 році закінчила середню школу, де була активною членкинею Вільної німецької молоді, та вступила вивчати протестантську теологію у Лейпцизький університет, який залишила в 1988 році.

## Політична діяльність

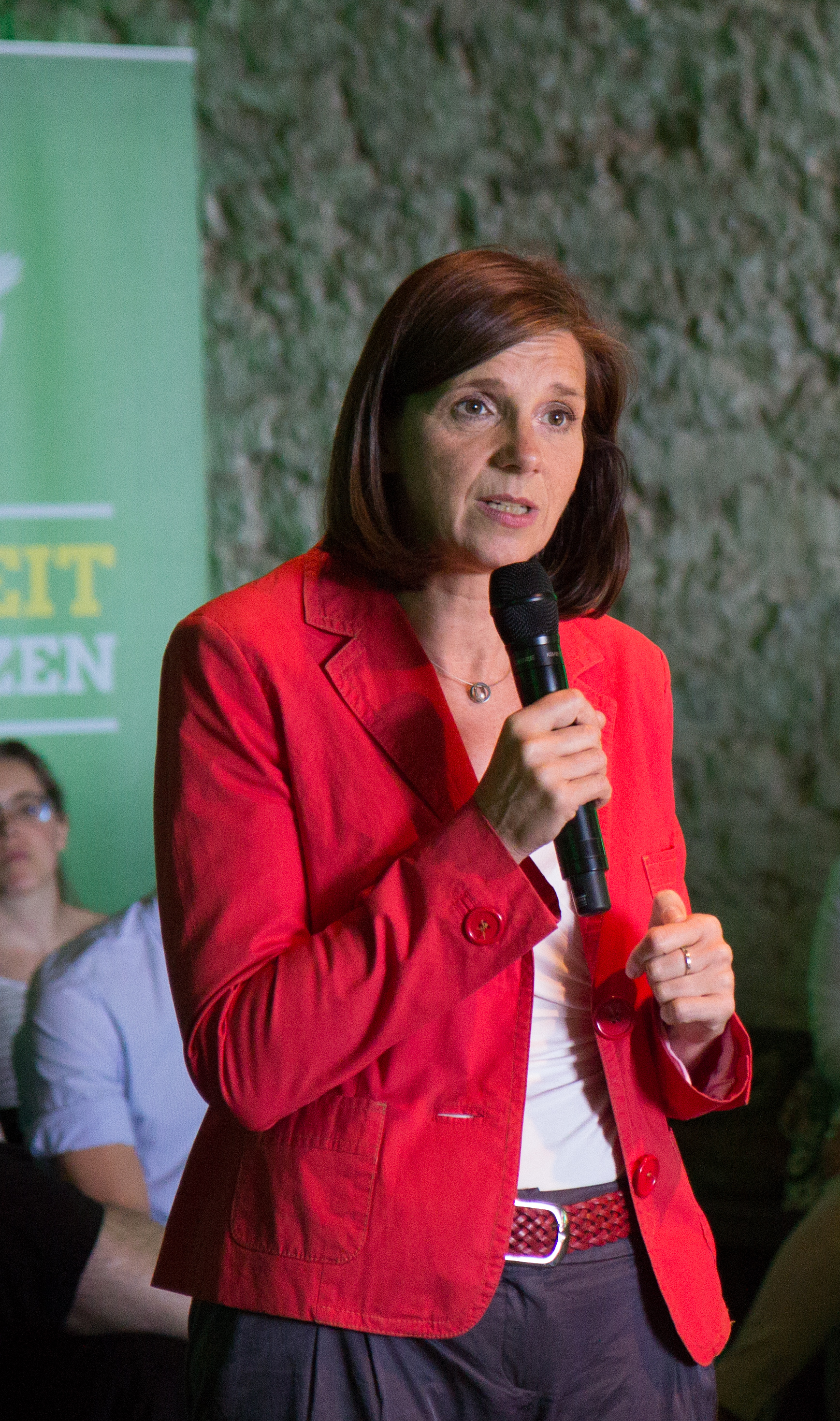
Катрін Ґерінґ-Екардт у 2017 році

Почала свою політичну кар'єру наприкінці 1980-х, у колишній НДР. У 1989 році Катрін Ґерінґ-Екардт стала однією з засновниць політичної організацію «Демократичний прорив», яка об'єднувала переважно протестантів, боролася за демократичний соціалізм. У 1990 році членкиня громадянського руху «Демократія зараз».
З 1990 по 1993 рік Катрін Ґерінґ-Екардт була членкинею керівництва партії «Альянсу 90» землі Тюрингія.
Катрін Ґерінґ-Екардт брала участь у перемовинах про об'єднання «Альянсу 90» та «Зелених», щоб утворити загальнонімецьку партію.
У 1993 році Катрін Ґерінґ-Екардт обрана в ландтаґ Тюринґії від партії «Союз 90/Зелені». З 1998 по 2006 рік також була членкинею ради партії «Союз 90/Зелені».
1998 року Катрін Ґерінґ-Екардт була обрана вперше депутаткою Бундестаґу від Тюрингії за партійним списком «Союз 90/Зелені».
18 жовтня 2005 року Катрін Ґерінґ-Екардт була обрана віцепрезиденткою Бундестаґу від парламентської групи «Союз 90/Зелені», «за» її кандидатуру проголосувало 479 депутати, «проти» — 69 та 39 утрималися.
З 2009 по 2013 рік була головою Синоду Євангелічної церкви Німеччини та членом Ради ЄЦН.
На парламентських виборах до Бундестагу 2013 року була головною кандидаткою від своєї партії разом з Юрґеном Тріттіном.
Разом з Джемом Оздеміром вона очолила передвиборчу кампанію Зелених Yа парламентських виборах до Бундестагу 2017 року.
Після Вибори до Бундестагу 2021 року, під час перемовин щодо формування так званої «світлофорної коаліції» (Соціал-демократична партія Німеччини, Вільна демократична партія, Союз 90/Зелені), Катрін Ґерінґ-Екардт очолювала делегацію своєї партії в робочій групі з питань дітей, молоді та сімей.

## Політична позиція
У 2016 році Катрін Ґерінґ-Екардт наполягала на посиленні санкцій проти кремлівських чиновників та російських олігархів, а також вимагала звести до мінімуму зустрічі керівництва ФРН із президентом Російської Федерації Путіним.
Катрін Ґерінґ-Екардт підтримала українського режисера Олега Сенцова, незаконно засудженого та ув'язненого в Росії.

## Особисте життя
У 1988 році Катрін Даґмар Екардт одружилася з лютеранським пастором Міхаелем Ґерінґом. У шлюбі народила двох синів. Розлучилася у 2017 році. Катрін Ґерінґ-Екардт перебуває у цивільному шлюбі з Тісом Ґундлахом, теологом та віцепрезидентом Євангелічної церкви Німеччини.

## Нагороди
- Медаль Вільгельма Лойшнера[de] (2010)[14]